# Hiéroglyphe égyptien I6
Le hiéroglyphe égyptien I6 (morceau de peau de crocodile) est classifié dans la section I « Amphibiens, reptiles, etc. » de la liste de Gardiner ; il y est noté I6. 

## Représentation
Il représente un morceau de peau de crocodile du Nil (Crocodylus niloticus) avec ses écailles.
Il est translittéré km.

## Utilisation
| i | I6 | m | F27 | Z1 |

| i | I6 | m | F27 | Z1 |

d'où peut être son utilisation en tant que phonogramme bilitère de valeur km.

## Exemples de mots
| I6 | m | t · O49 |

| I6 | m | t · O49 |

| s | I6 | m | Y1V |

| s | I6 | m | Y1V |

| I6 · t | W24 · Z1 |

| I6 · t | W24 · Z1 |